# Витебский областной комитет компартии Беларуси
Витебский областной комитет КП Беларуси (бел. Віцебскі абласны камітэт КПБ) — орган управления Витебской областной партийной организацией КП Беларуси (1938—1993 годы).
Витебская область образована 15 января 1938 года. Центр — г. Витебск.

## Первые секретари обкома
- 4 июня — июль 1938 года — Анатолий Андреевич Ананьев (1 февраля — 31 мая 1938 года — первый секретарь оргбюро ЦК КП(б)Б по Витебской области)
- июль 1938 года — 11 июля 1941 года — Иван Андреевич Стулов
- март 1942 года — июль 1944 года (подпольный) —  Иван Андреевич Стулов
- июль 1944 года — июль 1950 года — Владимир Георгиевич Кудряев
- июль 1950 года — январь 1954 года — Николай Иванович Прохоров
- январь 1954 года — сентябрь 1956 года — Никита Петрович Короткин
- сентябрь 1956 года — апрель 1962 года — Владимир Елисеевич Лобанок
- апрель 1962 года — январь 1963 года Станислав Антонович Пилотович
- январь 1963 года — 7 декабря 1964 года (сельский) — Станислав Антонович Пилотович
- январь 1963 года — 7 декабря 1964 (промышленный) — Владимир Борисович Трунов
- 7 декабря 1964 года — декабрь 1965 года — Станислав Антонович Пилотович
- декабрь 1965 года — июль 1971 года — Александр Никифорович Аксёнов
- июль 1971 года — 13 октября 1983 года — Сергей Михайлович Шабашов
- 13 октября 1983 года — 20 декабря 1985 года — Сергей Терентьевич Кабяк
- 6 января 1986 года — 25 августа 1991 года — Владимир Викторович Григорьев
- С 25 августа 1991 года по 3 февраля 1993 года деятельность обкома приостановлена
- 3 февраля — 25 апреля 1993 года — ?